# Unia Zachodnia
Unia Zachodnia – sojusz wojskowy powstały na mocy traktatu brukselskiego z 17 marca 1948. Był rozwinięciem podpisanego rok wcześniej traktatu z Dunkierki (Francja, Wielka Brytania) o kraje Beneluksu.
Głównym powodem zawiązania sojuszu była obawa przed remilitaryzacją Niemiec. Pakt ustanawiający Unię ustanawiał udzielanie pomocy w odbudowie Europy z powojennych zniszczeń oraz współpracę gospodarczą i kulturalną. Dowódcą struktur wojskowych sojuszu został brytyjski marszałek Bernard Law Montgomery. Polityka wojskowa miała być zintegrowana i koordynowana przez sztab „Obrony Zachodu” z siedzibą w Fontainebleau. W 1954 roku Unię Zachodnią przekształcono w Unię Zachodnioeuropejską.